# 8459 Larsbergknut
8459 Larsbergknut è un asteroide della fascia principale. Scoperto nel 1981, presenta un'orbita caratterizzata da un semiasse maggiore pari a 3,1220259 UA e da un'eccentricità di 0,1867668, inclinata di 1,87665° rispetto all'eclittica.